# Chrysiptera

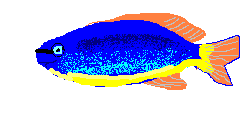
Chrysiptera taupou

Chrysiptera és un gènere de peixos de la família dels pomacèntrids i de l'ordre dels perciformes.

## Taxonomia
- Chrysiptera albata (Allen & Bailey, 2002)[1]
- Chrysiptera annulata (Peters, 1855)
- Chrysiptera biocellata (Quoy & Gaimard, 1825)
- Chrysiptera bleekeri (Fowler & Bean, 1928)
- Chrysiptera brownriggii (Bennett, 1828)
- Chrysiptera caeruleolineata (Allen, 1973)
- Chrysiptera cyanea (Quoy & Gaimard, 1825)
- Chrysiptera cymatilis (Allen, 1999)
- Chrysiptera flavipinnis (Allen & Robertson, 1974)
- Chrysiptera galba (Allen & Randall, 1974)
- Chrysiptera giti (Allen & Erdmann, 2008)[2]
- Chrysiptera glauca (Cuvier, 1830)
- Chrysiptera hemicyanea (Weber, 1913)
- Chrysiptera kuiteri (Allen & Rajasuriya, 1995)
- Chrysiptera niger (Allen, 1975)
- Chrysiptera notialis (Allen, 1975)
- Chrysiptera oxycephala (Bleeker, 1877)
- Chrysiptera parasema (Fowler, 1918)
- Chrysiptera pricei (Allen & Adrim, 1992)
- Chrysiptera rapanui (Greenfield & Hensley, 1970)
- Chrysiptera rex (Snyder, 1909)
- Chrysiptera rollandi (Whitley, 1961)
- Chrysiptera sheila (Randall, 1994)
- Chrysiptera sinclairi (Allen, 1987)
- Chrysiptera springeri (Allen & Lubbock, 1976)
- Chrysiptera starcki (Allen, 1973)
- Chrysiptera talboti (Allen, 1975)
- Chrysiptera taupou (Jordan & Seale, 1906)
- Chrysiptera traceyi (Woods & Schultz, 1960)
- Chrysiptera tricincta (Allen & Randall, 1974)
- Chrysiptera unimaculata (Cuvier, 1830)[3][4][5][6][7][8][9][10]